# تاليتا أنتونيس
تاليتا أنتونيس هي لاعبة كرة طائرة شاطئية برازيلية ولدت في 29 أغسطس 1982.